# Ernst Bogislaus von Flemming
Reichsgraf Ernst Bogislaus von Flemming (* 1704; † 6. Februar 1764 in Iven) war ein königlich-preußischer Generalmajor und Chef des Infanterie-Regiments Nr. 58
Er war der Sohn von Reichsgraf Felix Friedrich von Flemming (1661–1738) aus der pommerschen Adelsfamilie Flemming und Dorothea Sophia von Flemming (1673–1754). Sein Vater war Erbherr auf Iven, wirklicher Geheimrat und Erblandmarschall von Pommern. Sein Bruder Georg Detlev von Flemming war sächsisch-polnischer General der Artillerie, ein weiterer Bruder Karl Georg Friedrich von Flemming war sächsischer Diplomat und General.
Flemming war seit 1732 bei der preußischen Armee, wurde 1741 zum Major befördert und zum Regiment Nr. 44 versetzt. Dort wurde er 1747 Oberst. Nach der Kapitulation der sächsischen Armee bei Pirna bekam er 1757 das aus gefangenen Sachsen gebildete Regiment Nr. 58. Das Regiment wurde aber bald wieder aufgelöst. 1760 nahm er seinen Abschied und starb 1764 auf dem Gut Iven.
Zwischen 1740 und 1760 hat er an vielen Schlachten teilgenommen, darunter 
- Hohenfriedberg,
- Kay und
- Kunersdorf.

In der Schlacht bei Zorndorf wurde das Pferd unter ihm erschossen.